# Thomas Gage (botánico)
Thomas Gage (1781 - 1820) fue un botánico inglés, un miembro de la famosa familia de los Vizcondes Gage de Firle, Sussex. 

## Honores
- El género Gagea dentro de la familia Liliaceae tiene el nombre en su honor.

- Datos: Q1371508